# أكاساكا

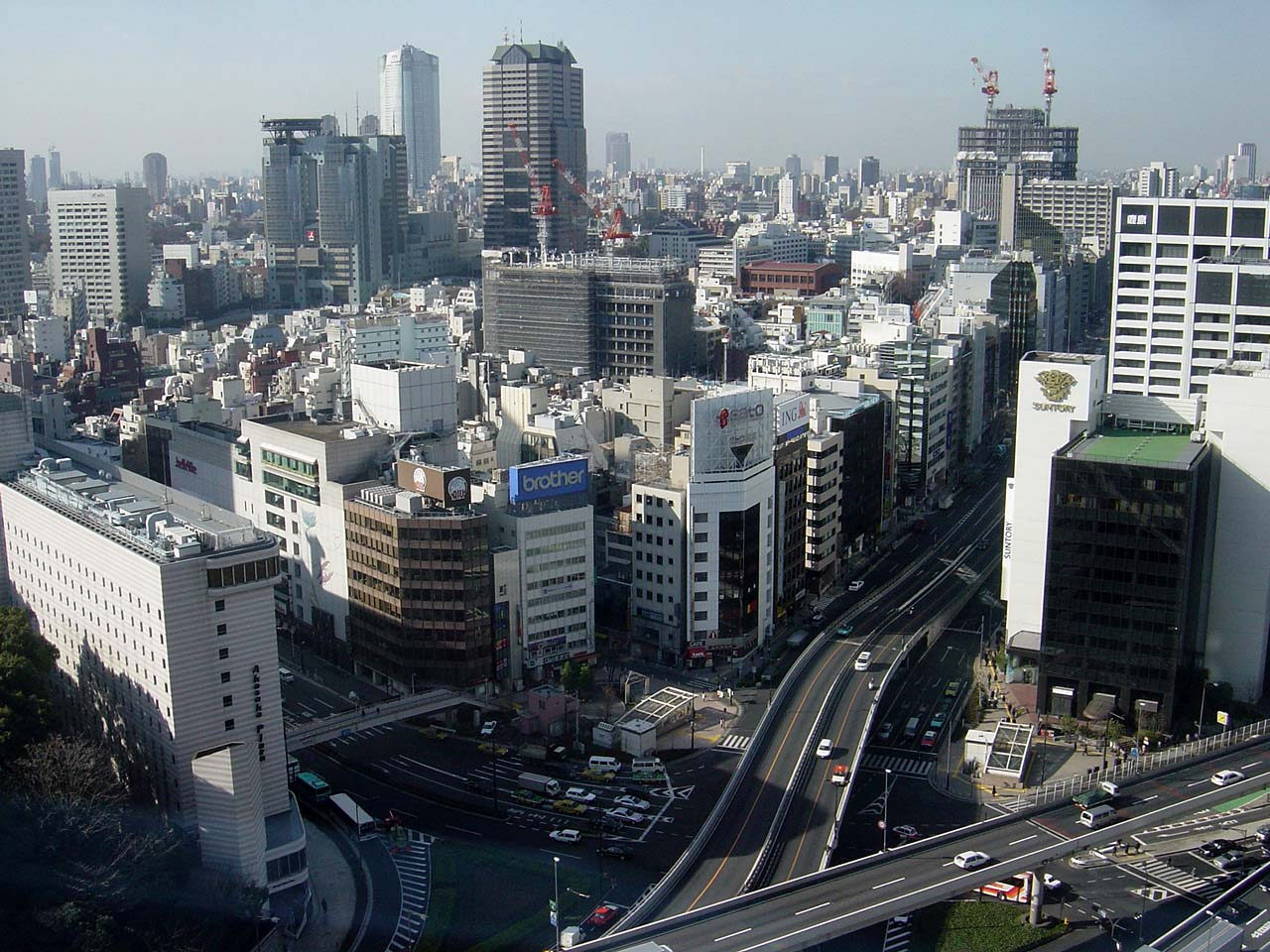
منظر علوي لمنطقة أكاساكا ومحطة أكاساكا-ميتسوكه.

أكاساكا (باليابانية: 赤坂) هي منطقة تقع في حي ميناتو، طوكيو إلى الغرب من ناغاتاتشو مركز الحكومة وإلى الشمال من روبونغي. تعني كلمة أكاساكا «المنحدر الأحمر». في الفترة بين عامي 1878 و1947 كانت أكاساكا تعتبر أحد أحياء مدينة طوكيو الرئيسية ولا زال إلى اليوم يقع فيها مركز حي ميناتو الحكومي.

## أماكن شهيرة
- قصر أكاساكا، قصر ضيوف الدولة

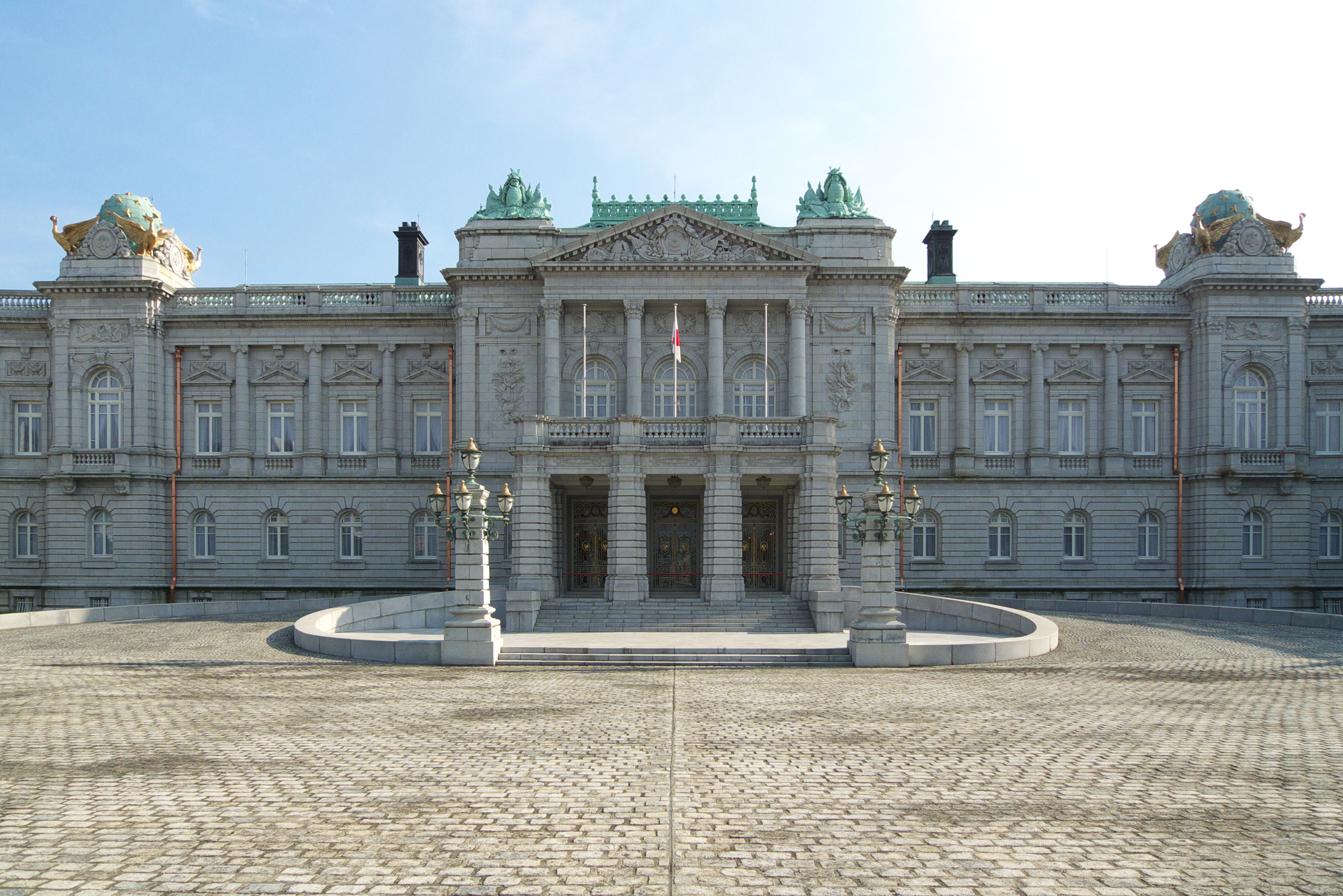
قصر أكاساكا لضيوف الدولة.

- سفارات الولايات المتحدة والمكسيك، وكمبوديا، وكندا، والعراق، وإسبانيا، وسوريا في طوكيو
- ضريح نوغي
- طوكيو ميدتاون

## شركات تتمركز في أكاساكا

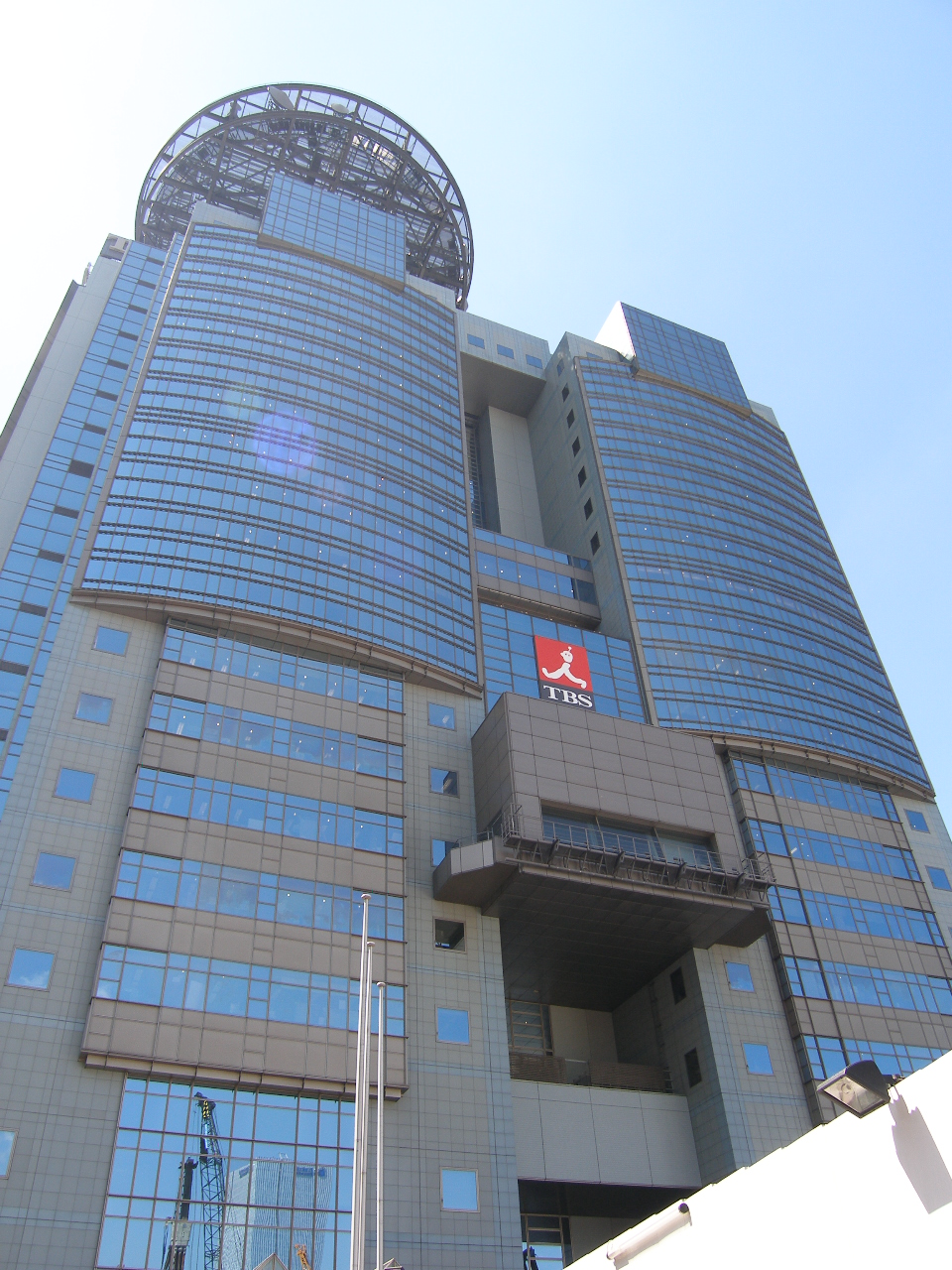
منى TBS في أكاساكا.

من الشركات التي تقع مكاتبها في أكاساكا : 
- طوكيو برودكاستنغ سيستم
- كوماتسو
- مجموعة يونيفرسال الموسيقية
- هادسن سوفت

## أعلام
- كينيتشي إنوموتو
- توكوغاوا إيشيغه